# Antonia Ibarra Cons
Antonia Ibarra Cons (Cervera, 1739 – 4 aprile 1805) è stata una tipografa spagnola.

## Biografia
Figlia di Maria Antonia Cons y Benedicto e Manuel Ibarra, eredita la tipografia alla morte della madre avvenuta nel 1770. Da allora e fino al 1788 lavora autonomamente come gestore della stamperia dell'Università di Cervera in un primo momento coadiuvata dalla sorella María Buenaventura che muore però nel 1766. A differenza della madre che non proveniva da una famiglia di tipografi, Antonia apprende fin dalla giovane età a svolgere varie mansioni - sia di carattere pratico, sia di carattere amministrativo - all'interno dell'officina. L'utilizzo del greco in un paio di sue edizioni lascia pensare che conoscesse anche il latino: infatti, la documentazione a nostra disposizione, attesta le sue competenze anche come compositore.

## Edizioni
Ad Antonia Ibarra vengono imputate circa trentacinque edizioni stampate in latino, catalano e spagnolo. in nessuna di esse la Ibarra si firma con il proprio nome, ma predilige diciture quali: "en la Estampa de la Real y Pontificia Universitát", "en la imprenta de la real y pontificia universidad", "en la Imprenta de la Real Universidad", "Typis Academicis", "ex Officinâ Typographica Pontificiae ac Regiae Vniuersitatis".